# カロライナ・マドキャッツ
カロライナ・マドキャッツ(Carolina Mudcats)は、MiLB、A（シングルA）カロライナ・リーグ中地区所属の野球チーム。本拠地はアメリカ合衆国・ノースカロライナ州ゼブロン（ローリー郊外）にあるファイブ・カウンティ・スタジアム。現在はMLB・ミルウォーキー・ブルワーズ傘下として活動している。